# Пальчук-Рикане, Татьяна
Татьяна Пальчук-Рикане (латыш. Tatjana Palčuka Rikāne; род. 1954 год, Рига) — латвийская художница.

## Биография

### Ранние годы
Отец был солдатом и умер вскоре после Второй мировой войны, её воспитывала мать. У них было мало финансовых средств и её мать изо всех сил пыталась заботиться семье.

### Образование
В 1967—1973 гг. училась в Художественной школе им. Яниса Розенталя, где получила высшее образование.
В 1975—1981 гг. училась в Латвийской академии художеств на отделении живописи.
В 1984—1987 гг. училась в Академия художеств СССР в аспирантуре. Училась у художника Эдуард Калниньш.
В 2003 году получила степень магистра изобразительного искусства и живописи.

### Карьера
На её художественные произведения оказали влияние Итальянское Возрождение, Северное Возрождение и французские иллюминированные рукописи. Она является членом Латвийского художественного союза. Она преподает живопись, рисунок и композицию, а её ученики работают во многих странах. Пальчук регулярно участвует в выставках, в том числе в десяти персональных и многочисленных групповых выставках. Её картины находятся как в государственных, так и в частных коллекциях.

## Достижения
- 2019. Статья NY Art News[3]
- 2019. 01.12.2019. Работа -Моцарт- продана на осеннем аукционе Ravenel International Art Group
- 2019. 01.-12. Экспонируется в галерее Алессандро Берни — Нью-Йорк — США.
- 2019. 03. Персональное шоу новой серии «Радуга» на Родине — Иецавский Дом культуры.
- 2019. 05. Венецианская международная биеннале, Групповая выставка, — Приз — Womans Art Award
- 2019. 05. Международная групповая предварительная выставка — Художественная галерея Fong-Yi, Тайчжун, Тайвань
- 2019. 05. Международная групповая предварительная выставка — Каосюн, JP Art Center, Тайвань
- 2019. 05. Международная групповая превью-выставка — Grand Hyatt HK, Ванчай, Китай
- 2019. 05. Международная групповая превью-выставка — Мариот Тайбэй, Тайбэй, Тайвань
- 2019.01.06. Работа «Охотничье лето» продана в Международном аукционном доме «Раванель».
- 2019. Министерство культуры Латвии[4]
- 2019. Первый 2019 год. Персональное шоу[5]
- Журнал «Куратор современного искусства»[6]
- Журнал Contemporary Art Curator[7]
- Журнал «Об искусстве» Выпуск N3 / 4 2016. -N1 2017. MAMAG Modern Art Museum, Gallery Gmbh, Австрия.
- Международный журнал современного искусства ART — Выпуск N3, май / июнь 2017 г., EA Editore, Италия
- Международный журнал современного искусства ART — Выпуск N3, май / июнь 2017 г., EA Editore, Италия
- Art Cataloque — Международная премия Франсиско Гойи — EA Editore — апрель 2017 г. -Палермо
- Международная премия Христофоро Коломбо «Исследователь искусства». Италия 18. февраля 2017 г.
- Премия и медаль «Рыцарь искусства» Фонда Костанцы в Италии. 28. фев. 2017 г.
- Международная премия Франсиско Гойя Испания-Италия 6. мая 2017.
- Academia Italia в Arte Nel Mondo, Международная художественная премия Диего Веласкеса, июль 2017 г.
- «Лучшие современные и современные художники 2014 года» Италия, EA Editore, Палермо 03.2014.
- Италия — «Over Art» N3, EA Editore, июнь 2014 г.
- TVNet, Латвия, декабрь 2013 г.
- «Europ, ART», Женева, N6, 30.04. 1997 г. Швейцарский.
- Погодин В. С., искусствовед «Река времени в своем стремлении» // Журнал «Мир женщины», Москва, Россия, 1995, Nr. 1, 22.-24.
- Гайенко С. И., искусствовед, «Единство противоположностей» // Журнал «Галерия», Рига, Латвия, 1997, № 2
- Ивлев А., поэт, журналист, «Красота спасет мир» // Газета «Бал ти ясавизе», Рига, Латвия, 26.05.95. , № 21 год
- Озерская И., писатель, «Картина навсегда» // журнал «Шпиль», Рига, Латвия, 2000, Nr. 2/3
- Ризова С. М., журналист журнала «Люблю», Рига, Латвия, 2000 г., Nr. 2 (3)
- Сависко М. Охота // Журнал «Plus Ar t» («Максла плюс»), Рига, Латвия, 2000, Nr. 2
- 2014 Статья Айны Ущи[8]